# Rudolf Floss
Rudolf Floss (* 19. Januar 1935 in Crimmitschau) ist ein deutscher Bauingenieur für Geotechnik. 

## Leben
Floss studierte an der TU Dresden Bauingenieurwesen und erhielt  1959 ein Diplom. Ab 1960 war er an der Bundesanstalt für Straßenwesen in Köln, an der er bis 1980 zuletzt als Leiter der Abteilung Erd- und Grundbau war. 1970 wurde er bei Friedrich Tölke an der Universität Stuttgart promoviert und war 1970 bis 1975 Lehrbeauftragter für Erdbautechnik an der Universität Karlsruhe. 1980 wurde er Professor für Grundbau und Bodenmechanik an der TU München und Direktor des Prüfamts der TU München. 2001 wurde er emeritiert.
Er erkannte frühzeitig die Bedeutung von bewehrten Erdbauwerken und Geokunststoffen und galt auf diesem Gebiet als Experte. Außerdem befasste er sich mit Verdichtungskontrolle und Verdichtungsmethoden im Erd- und Straßenbau, Dichtungs-, Filter- und Dränmaterialien unter anderem bei Deponien und in der Umwelttechnik und Entwässerungsmethoden.
Ab 1988 leitete er die Fachsektion Geokunststoffe in der Geotechnik der DGGT. Seit 1971 war er im Vorstand der DGGT. 
1991 erhielt er die Ehrenmedaille des VDI und 1993 das Bundesverdienstkreuz am Bande. Im Jahr 1996 ernannte ihn die Forschungsgesellschaft für Straßen- und Verkehrswesen zum Ehrenmitglied. 2000 wurde er Ehrendoktor der TU Cottbus.

## Schriften
- mit Peter Siedek, Heinz Graßhoff: Handbuch Erd- und Grundbau, 2 Bände, Werner Verlag 1982
- mit Peter Siedek, Reimar Voß: Die Bodenprüfverfahren bei Straßenbauten, 6. Auflage, Werner Verlag 1974
- mit Reimar Voß: Die Bodenverdichtung im Straßenbau, 5. Auflage, Werner 1968
- Zusätzliche Technische Vertragsbedingungen und Richtlinien für Erdarbeiten im Straßenbau: ZTV E-StB, Ausgabe 2017: Kommentar und Kompendium – Erdbau, Felsbau, Landschaftsschutz für Verkehrswege, Kirschbaum Verlag 2019